# ТЕС Нуакшот-Північ
18°10′39.9″ пн. ш. 15°58′18.7″ зх. д. / 18.177750° пн. ш. 15.971861° зх. д.
ТЕС Нуакшот-Північ — теплова електростанція у Мавританії, розташована на північній околиці її столиці Нуакшоту. На момент спорудження найпотужніша станція країни.
ТЕС, введена в експлуатацію у 2013—2015 роках, складається з дванадцяти генераторів фінської компанії Wartsila типу 50DF одиничною потужністю по 15 МВт. Вони розраховані як використовувати традиційні для мавританської електроенергетики нафтопродукти, так і на роботу на природному газі.
Остання опція була пов'язана з очікуванням початку розробки офшорного газонафтового родовища Банда. Втім, на момент введення станції у середині 2010-х років оператор родовища Tullow Oil вирішила полишити проект, зокрема через запропоновану їй ціну на газ. Водночас відкриття на шельфі країни інших родовищ (гігантське Західне Тортуа, а також Марсуін та Пелікан) дозволяють обґрунтовано сподіватись на розвиток газової промисловості країни.
Можливо також відзначити, що з урахуванням великої за мавританськими мірками потужності ТЕС планується організувати з неї експорт електроенергії до Сенегалу.